# Tschimedbadsaryn Damdinscharaw
Tschimedbadsaryn Damdinscharaw (mongolisch Чимэдбазарын Дамдиншарав; * 21. März 1945) ist ein ehemaliger Ringer aus der Mongolei.
Bei den Olympischen Sommerspielen 1968 gewann er die Bronzemedaille im Freistilringen der Kategorie Fliegengewicht.

## Auszeichnungen
- Volkslehrer (mongolisch Ардын Багш) der Mongolei[3]